# Kaarlo Pitsinki

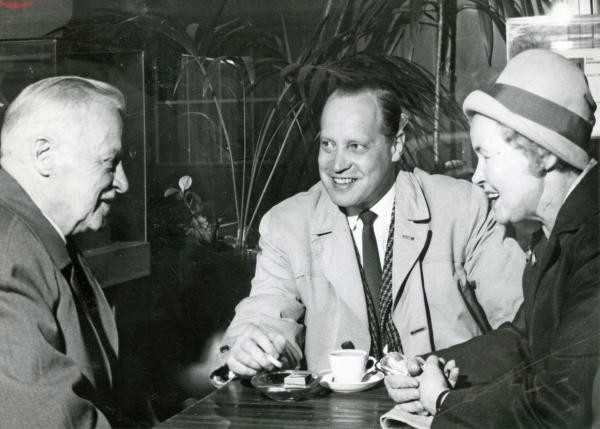
Finländska SDP-politiker år 1961: Väinö Tanner, Kaarlo Pitsinki och Sylvi Siltanen.

Kaarlo Vilhelmi Pitsinki, född 27 december 1923 i Kemi, Finland, död 26 augusti 2015 i Helsingfors, var en finländsk politiker och ämbetsman.

## Biografi
Pitsinki tog studentexamen 1945 och efter pol.kand.-examen 1949 började han att arbeta inom det socialdemokratiska partiet och var en av grundarna av det s. k. Honkaförbundet. Han var riksdagsman för socialdemokraterna i Nylands valkrets 1958-61 och Helsingfors stads valkrets 1961-66. Han var partisekreterare 1957-66 och bidrog då med sitt åttapunktsprogram till den historiska socialdemokratiska valsegern.
År 1966 utnämndes Pitsinki till landshövding i Nylands län, där han uppehöll sitt ämbete till 1982. Han blev då ordförande i Förbundet för medborgarmakt (f. d. Enhetspartiet för Finlands folk), men partiet lyckades inte vinna några mandat i riksdagsvalet 1983 och ströks ur partiregistret.

## Utmärkelser
- Kommendörstecknet av Finlands Vita Ros’ orden[1]
- Storofficer av Lejon- och solorden[1]
- Andra graden av Folkrepubliken Polens förtjänstorden[1]
- Kommendör av 1. klass av Nordstjärneorden[1]
- Storofficer av Leopoldsorden[1]
- Förtjänstmedaljen för befolkningsskyddsarbete[1]
- Storofficer av Oranien-Nassauorden[1]
- Folkvänskapens stjärna i i silver[1]

[Redigera Wikidata]